# 奧里什基夫齊 (克列梅涅茨區)
49°49′34″N 26°7′17″E / 49.82611°N 26.12139°E
奧里什基夫齊（烏克蘭語：Оришківці），是烏克蘭的村落，位於該國西部捷爾諾波爾州，由克列梅涅茨區負責管轄，處於布格利夫卡河畔，距離伊萬基夫齊1公里，2001年人口404。